# オーロクローム
オーロクローム（aulochrome）は、1999年にベルギーのフランソワ・ルイによって発明され、最初の試作器が製作された木管楽器である。別々にあるいは一緒に演奏できる2本のソプラノサクソフォーンから構成される。名称はギリシア語のaulos（最も重要な古代ギリシアの楽器の名称）とchrome（色）に由来する。この楽器を初めて使用したのはサクソフォーン奏者ファブリツィオ・カッソルであう。ジョー・ロヴァーノ は最近この楽器を使ってレコーディングを行った。作曲家フィリップ・ボスマンスはオーロクロームと管弦楽団のための作品Fanfare IIIを書いた。この曲は2002年にカッソルと指揮者シルヴァン・カンブルランによって初演された。

### 動画
- Joe Lovano demonstrating the aulochrome

### 音声
- Audio of "Big Ben" by Joe Lovano (track 11)